# Flugplatz Sodankylä

i8
i11
i13
Der Flugplatz Sodankylä (früher Flughafen Sodankylä, IATA-Code: SOT, ICAO-Code: EFSO) ist ein Flugplatz in Finnisch-Lappland.
Der Flugplatz ist einer der nördlichsten des Landes und befindet sich 3 km südlich des Ortes Sodankylä. Der Flugplatz wird von der Gemeinde Sodankylä verwaltet.
Die asphaltierte Start- und Landebahn ist 1500 m lang sowie 30 m breit mit Befeuerung und PAPI. Sowohl Flugbenzin 100LL und Kerosin Jet A1 stehen zur Verfügung. Die Flugfunkfrequenz ist „Sodankylä Traffic“, 123,4 MHz.
Der Flugplatz dient der Allgemeinen Luftfahrt und ist der Stützpunkt des Rettungshubschraubers ASLAK, der von Heliflite Oy betrieben wird. Heliflite bietet auch Hubschrauber-Charterflüge in ganz Lappland zu kommerziellen und privaten Zwecken an und unterhält in Sodankylä eine Service- und Reparaturwerkstatt für Hubschrauber.
Der kleine, aber sehr aktive Sodankylä Flugclub benutzt den Flugplatz ausgiebig in den Sommermonaten für Segel- und Motorflug. Der Club verfügt über zwei Segelflugzeuge (Einsitzer SZD-51-1 „Junior“ und Zweisitzer SF-34B „Delfin“) und zwei Motorflugzeuge (Cessnas 172 und 182) und bietet Ausbildung zum Segelflugpiloten (SPL) und zum Leichtflugzeugpiloten (LAPL(A)) an.
Die Mitglieder des Flugclubs leisten freiwilligen Bereitschaftsdienst für die Suche von Vermissten im Rahmen der Finnischen Luftrettungsgesellschaft (SLPS). Suchflüge werden typischerweise von der Polizei angefordert und vom Innenministerium finanziert. Für das Innenministerium fliegen die Clubmitglieder auch regelmäßig eine ihnen zugewiesene Flugroute auf der Suche nach Waldbränden ab. Je nach Trockenheit werden diese Flüge ein- oder zweimal am Tag durchgeführt.
Viele Gastflugzeuge besuchen EFSO in den Sommermonaten auf Flügen zum Nordkapp und rund um Nordfinnland und Skandinavien. Dazu gehören auch jeden Sommer Messflugzeuge für Kartografie, Atmosphärenforschung und zur Erkundung von Bodenschätzen. Gelegentlich nutzt auch die in Sodankylä ansässige Jägerbrigade den Flugplatz.
In den Wintermonaten ist die Landebahn typischerweise für vier Monate geschlossen. In dieser Zeit sind nur Hubschrauberflüge möglich und die Piste wird zum Testen von neuen Automodellen unter Winterbedingungen genutzt. Die genauen Daten der Schließung sind aus dem NOTAM für EFSO zu ersehen (siehe AIS-Finland).

## Geschichte
Der Flugplatz Sodankylä nahm seinen Betrieb im Jahr 1940 auf, unter anderem als Zwischenlandeplatz für Flüge nach Petsamo. Seit 1966 wird der Flugplatz vom Sodankylä Flugclub für Segel- und Motorflüge genutzt. Im Jahr 1975 wurde eine 1100 m lange Schotterpiste angelegt.
Um Linienflüge auf der Route Oulu-Rovaniemi-Sodankylä-Ivalo zu ermöglichen, wurde 1989 die heutige, asphaltierte Start- und Landebahn 16/34 in Betrieb genommen und 1996 renoviert. Die Linienflüge wurden von Blue1/Air Botnia mit kleinen Flugzeugen betrieben und 1996 als unrentabel wieder eingestellt.
Es gab mehrere Vorschläge, die Start- und Landebahn zu verlängern oder einen ganz neuen Flughafen in der Nähe von Sodankylä zu bauen, unter anderem als Charter- und/oder Frachtflughafen.
Seit dem 1. Juli 2010 ist EFSO ein unkontrollierter Flugplatz.